# Kolpingovo dílo

Logo Kolpingova díla

Kolpingovo dílo je katolický sociální svaz založený v roce 1850 blahoslaveným Mons. Adolphem Kolpingem. Vznikl za účelem sociální podpory tovaryšů, kteří se nacházeli v nouzi, jakož i za účelem jejich vzdělávání. Členy Kolpingova díla jsou především laici, kteří se aktivně účastní společenského dění včetně politiky a šíří tak sociální nauku katolické církve.
Dnes má Kolpingovo dílo své národní svazy ve více než 40 státech a celkem působí zhruba v 60 zemích. Základní organizační jednotkou je Kolpingova rodina, ty se ve státech s větším počtem Kolpingových rodin ještě sdružují do diecézních nebo oblastních svazů.

## Historie
Bl. Adolph Kolping se narodil do chudé katolické rodiny. Jako čtvrté dítě pastýře ovcí neměl vyhlídky na vzdělání, po kterém nicméně velmi toužil. Vyučil se obuvníkem a této práci se poté deset let věnoval. Přesto se držel svého snu o vzdělání a rozhodl se opustit řemeslo a vystudovat gymnázium. Během těchto let v něm dozrálo rozhodnutí stát se knězem a v létě roku 1841 začíná studovat teologii v Mnichově. Dne 13. dubna 1845 je vysvěcen v Kolíně, který se stal centrem jeho působnosti.
Kolpingovo pojetí kněžství nebylo obvyklé. Duchovní v jeho podání se musí přiblížit k lidem, jít do společnosti a vidět její problémy zblízka. Tak se také stalo v jeho prvním působišti, Wuppertalui- Elberfeldu, kde začal působit mezi tovaryšstvem, kterému chtěl pomoci vytvořit lepší podmínky pro život. To se stalo jeho životním posláním. Práce s mladými lidmi, jejich vzdělávání, sdružování a vedení v křesťanském duchu – to byly myšlenky, které se snažil šířit i na svých cestách a ve svých článcích.
Na základě získaných zkušeností v Elberfeldu napsal Kolping roku 1849 dílo: „Tovaryšský spolek - určen všem, kteří to s blahobytem lidu myslí opravdově." V roce 1849 byl Adolph Kolping jmenován vikářem v kolínském chrámu a založil tovaryšský spolek, který se v budoucnu stal centrem všech katolických tovaryšských spolků v Evropě a severní Americe. Na mnoha cestách získával kontakty, které napomáhaly rozšíření jeho práce. Jeho dosavadní životní cesta skýtala optimální podmínky pro intenzivní styk s tovaryši, kteří žili díky zrušení cechů a živnostenské svobodě v těžkých poměrech. Dokázal jako nikdo druhý to, že se jejich osobnosti dále rozvíjely, prezentovali své zájmy na veřejnosti a uvědomovali si také svou společenskou odpovědnost. A. Kolping tak podnítil vnitrocírkevní diskusi o sociálních otázkách.
Dílo Adolpha Kolpinga se neobyčejně rychle rozšiřovalo. Dokázal zapálit tisíce mladých lidí pro myšlenku organizované pomoci k svépomoci a nabídnout jim domov v tovaryšských spolcích. Jen 15 let mu bylo vyměřeno pro budování díla, které se stalo celosvětovým. V roce jeho smrti (1865) mělo 25.000 členů ve 400 spolcích v Evropě a severní Americe.

## Kolpingovo dílo ve světě
Již za života A. Kolpinga přesáhly jeho myšlenky a dílo hranice Německa a rozšiřovaly se do okolních zemí. Kvůli válkám ve střední Evropě bylo ale další rozšiřování neustále brzděno. Po II. světové válce bylo v komunistických zemích střední a východní Evropy zakázáno. Kolpingovo dílo se ale přesto rozrůstalo dále.
Mocným impulsem k prudkému rozvoji bylo generální shromáždění Mezinárodního Kolpingova díla v roce 1968 v Salcburku. Zde se odpovědní představitelé národních svazů, inspirováni encyklikou papeže Pavla VI. „Populorum Progressio", rozhodli obrátit pozornost Kolpingova díla k sociálním otázkám mezinárodního charakteru a k pomoci rozvojovým zemím.
V následujících třech desetiletích se Mezinárodní Kolpingovo dílo prudce rozrůstalo. V roce 1974 byl v Brazílii založen první národní svaz mimo Evropu. Následovaly svazy v Africe a Asii.
Po pádu komunistických režimů ve střední a východní Evropě v roce 1989 byly i zde založeny nové národní svazy, popřípadě obnovena jejich dlouho zakázaná činnost. Od konce 20. století Mezinárodní Kolpingovo dílo věnuje zvýšenou pozornost dokončení výstavby existujících struktur, zakládání dalších Kolpingových rodin v rámci národních svazů a vytvoření sítě mezinárodní solidarity.
Na konci roku 2003 sdružovalo Mezinárodní Kolpingovo dílo půl milionu členů z 56 zemí všech kontinentů.

## Kolpingovo dílo v České republice
Historie Kolpingova hnutí je v Čechách spjata s názvem Jednota katolických tovaryšů. Koncem 19. a začátkem 20. století vzniklo ve světě více než tisíc jednot, resp. Kolpingových domů. V českých zemích byla většina z nich založena v letech 1848-1898. Celkem vznikly přibližně v 60 městech, z toho nejvýznamnější působily v Praze, Brně, Kroměříži a Znojmě.
Tyto jednoty naplňovaly Kolpingovu myšlenku pomoci mladým tovaryšům přicházejícím do města na zkušenou, poskytovaly jim střechu nad hlavou a zázemí. Usilovaly o zdravý růst mladých lidí a jejich zapojení do sociálně prospěšné a společenské činnosti. Kolpingovy domy se staly vyhledávanými středisky studující, služebné a řemeslnické mládeže. Spojovaly je křesťanská výchova a společné zájmy jako přednášky, poutě, ochotnické divadlo apod.
Po dlouhém a nuceném přerušení činnosti v důsledku zákazu nacistickým a později komunistickým režimem byla činnost organizace (již pod novým názvem „Kolpingovo dílo") znovu obnovena. Občanské sdružení Kolpingovo dílo České republiky (KD ČR) vzniklo 21. října 1992 a hlásí se k odkazu Jednot katolických tovaryšů. KD ČR bylo 13. února 1993 přijato do Mezinárodního Kolpingova díla.
Sídlem centrálního svazu se stává Kolpingův dům ve Žďáru nad Sázavou. Základním článkem Kolpingova díla jsou Kolpingovy rodiny, kterých je v současnosti na území České republiky registrováno 31.

## Aktivity Kolpingova díla
Aktivity Kolpingova díla jak ve světě, tak v České republice se odvíjí od faktu, že je to organizace křesťanská a křesťanské hodnoty se snaží svou činností šířit do světa. Její zaměření se od doby tovaryšských spolků proměnilo stejně jako společenská situace ve světě. Stále jsou v jejím zřeteli mladí lidé, děti, kterým chce nabídnout prostor pro vzdělávání, sdílení a vytváření společenství.
Základní jednotkou Kolpingova díla je Kolpingova rodina. Toto označení navazuje na rodinné prostředí, které se A. Kolping snažil vytvořit pro tovaryše v tovaryšských spolcích, které jim tak trochu rodinu nahrazovaly. Rodina je to ale také proto, že Kolpingovo dílo podporuje rodinu jako takovou a klade důraz na její rozvoj a udržení. Na této základní rovině se aktivity organizace zaměřují na volnočasové aktivity pro děti, mládež, rodiny, se kterými pracují dospělí dobrovolníci.
Kromě volnočasových aktivit některé Kolpingovy rodiny zřizují i zařízení, která provozují služby pro veřejnost. Např. v Praze 8 jde o Azylový dům pro matky s dětmi; ve Smečnu založila Kolpingova rodina Rodinné centrum v Domě rodin, které slouží k rekreaci a rodinným programům.
Kolpingovy rodiny se ve větších státech (jako například Německo) sdružují v tzv. diecéze, které pak tvoří centrální svaz. V České republice centrální svaz tvoří přímo Kolpingovy rodiny.
Diecéze a Centrální svazy vyvíjejí činnost také zaměřenou na mladé lidi, ale už s obecnějším zřetelem. Kolpingova díla mají své školy, rodinná centra, azylové domy a věnují se i jiným sociálním službám veřejně prospěšným. A. Kolping řešil sociální otázky své doby, stejně tak dnešní Kolpingovo dílo působí v této oblasti.
Pod Kolpingovým dílem České republiky fungují dvě střední školy - Biskupské gymnázium a Střední školu gastronomická A. Kolpinga. Obě sídlí ve Žďáru nad Sázavou.
Na mezinárodní úrovni se Kolpingovo dílo zabývá humanitární pomocí a sociálními projekty v rozvojových zemích.
V České republice pod Kolpingovým dílem fungují tyto aktivity:
- Spektrum - centrum primární prevence a drogových služeb
- Terapeutická komunita Sejřek
- Rodinné centrum Srdíčko
- Rekreační zařízení Vyhlídka
- Biskupské gymnázium ve Žďáře nad Sázavou
- Střední škola gastronomická A.Kolpinga ve Žďáře nad Sázavou
- Azylový dům pro matky s dětmi v Praze
- Dům rodin Smečno